# Candelaria (Trujillo)
Candelaria is een gemeente in de Venezolaanse staat Trujillo. De gemeente telt 36.000 inwoners.